# Masters of Chant Chapter V
Masters of Chant Chapter V – ósmy album zespołu Gregorian, złożony z coverów różnych wykonawców.

## Lista utworów
1. "Heroes" (The Wallflowers)
2. "Comfortably Numb" (Pink Floyd)
3. "Send Me an Angel" (White Lion)
4. "Silent Lucidity" (Queensryche)
5. "Lady in Black" (Uriah Heep)
6. "The Forest"
7. "A Weakened Soul"
8. "Lucky Man" (Emerson, Lake and Palmer)
9. "Stop Crying Your Heart Out" (Oasis)
10. "We Love You"
11. "Boulevard of Broken Dreams" (Green Day)
12. "The Unforgiven" (Metallica)
13. "I Feel Free" (Cream)